# Estação Krestovskii Ostrov
Krestovskii Ostrov (em russo:  Крестовский остров) é uma das estações da linha Frunzensko-Primorskaia (Linha 5) do metro de São Petersburgo, na Rússia. Estação «Krestovskii Ostrov» está localizada entre as estações «Staraia Derevnia» (ao norte) e «Tchkalovskaia» (ao sul).